# Transitus
Transitus é o décimo álbum de estúdio da banda holandesa de rock/metal progressivo Ayreon. Foi lançado em 25 de setembro de 2020. O álbum é acompanhado por uma revista em quadrinhos de 25 páginas, não incluída no CD ou vinil,  e ilustrada por Felix Vega.
A trama do álbum não está conectada ao enredo principal do Ayreon; em vez disso, o disco apresenta uma história de terror gótico e ficção científica parcialmente ambientada no século XIX.
Um total de cinco videoclipes foram lançados para o álbum. Os dois primeiros saíram em 16 de julho de 2020 para os singles "Get Out! Now!" e "Hopelessly Slipping Away". O primeiro aborda a parte da história em que o protagonista Daniel (Tommy Karevik) é banido de sua casa por seu pai (Dee Snider) por ter um caso com sua criada Abby (Cammie Gilbert). A música traz um solo de guitarra de Joe Satriani. A outra música acompanha as tentativas do fantasma de Daniel de contatar Abby, que não pode ouvi-lo nem vê-lo, mas sente sua presença.
Em 3 de setembro, um vídeo de "The Human Equation" com Simone Simons foi lançado. Segundo o responsável pelo Ayreon, Arjen Anthony Lucassen, a faixa contém várias referências ao universo do projeto, além do título, que é homônimo ao sexto álbum deles. Em 17 de setembro, um lyric video de "Talk of the Town" foi lançado, apresentando imagens de Paul Manzi atuando como Henry e filmagens no estúdio dos instrumentistas gravando suas partes. O último vídeo, intitulado "Daniel's Descent into Transitus Medley", foi lançado em 1º de outubro com Simone, Tommy, Marcela Bovio e Caroline Westendorp (as duas últimas como as Furiosas).

## Faixas
Todas as músicas compostas por Arjen Anthony Lucassen; narrações escritas por Tom Baker.
| CD 1           | |         |  |
| N.º            | Título | Duração |  |
| 1.             | "Fatum Horrificum"" (* I. "Graveyard" - II. "1884" - III. "Daniel And Abby" - IV. "Fatum" - V. "Why?!" - VI. "Guilty" Fato Horrível (* I. "Cemitério" | 10:23   |  |
| 2.             | "Daniel's Descent Into Transitus" (Decida de Daniel a Transitus)                                                                                      | 2:40    |  |
| 3.             | "Listen to My Story" (Ouça Minha História) | 4:03    |  |
| 4.             | "Two Worlds Now One" (Dois Mundos Agora Um) | 4:06    |  |
| 5.             | "Talk of the Town" (Assunto da Cidade) | 5:21    |  |
| 6.             | "Old Friend" (Velho Amigo) | 1:41    |  |
| 7.             | "Dumb Piece of Rock" (Pedaço de Pedra Burro) | 4:13    |  |
| 8.             | "Get Out! Now!" (Saia! Agora!) | 5:03    |  |
| 9.             | "Seven Days, Seven Nights" (Sete Dias, Sete Noites)                                                                                                   | 1:27    |  |
| Duração total: | Duração total: | 38:55   |  |

| CD 2           |                                                           |         |  |
| N.º            | Título                                                    | Duração |  |
| 1.             | "Condemned Without a Trial" (Condenada Sem um Julgamento) | 3:50    |  |
| 2.             | "Daniel's Funeral" (Funeral de Daniel)                    | 4:58    |  |
| 3.             | "Hopelessly Slipping Away" (Desesperadamente Escapando)   | 4:28    |  |
| 4.             | "This Human Equation" (Essa Equação Humana)               | 4:19    |  |
| 5.             | "Henry's Plot" (Plano de Henry)                           | 2:19    |  |
| 6.             | "Message from Beyond" (Mensagem do Além)                  | 5:21    |  |
| 7.             | "Daniel's Vision" (Visão de Daniel)                       | 1:45    |  |
| 8.             | "She is Innocent" (Ela É Inocente)                        | 2:09    |  |
| 9.             | "Lavinia's Confession" (Confissão de Lavinia)             | 1:53    |  |
| 10.            | "Inferno"                                                 | 2:17    |  |
| 11.            | "Your Story is Over!" (Sua História Acabou!)              | 2:42    |  |
| 12.            | "Abby in Transitus" (Abby em Transitus)                   | 3:02    |  |
| 13.            | "The Great Beyond" (O Grande Além)                        | 2:49    |  |
| Duração total: | Duração total:                                            | 41:46   |  |

## Créditos
Créditos adaptados das notas do encarte.
| Vocalistas - Tom Baker (ator de Doctor Who) – O Narrador - Tommy Karevik (Kamelot, Seventh Wonder) – Daniel - Cammie Gilbert (Oceans of Slumber) – Abby - Johanne James (Kyrbgrinder, Threshold) – Abraham - Simone Simons (Epica) – A Anja da Morte - Marcela Bovio (ex-Stream of Passion) – Fúria, Serviçal, aldeã - Caroline Westendorp (ex-The Charm the Fury) – Fúria, Serviçal, aldeã - Paul Manzi (ex-Arena) – Henry - Michael Mills (Toehider) – A Estátua - Dee Snider (Twisted Sister) – Pai - Amanda Somerville (Trillium, HDK) – Lavinia - Dianne van Giersbergen (Ex Libris) – Soprano - Dan J. Pierson, Jan Willem Ketelaers, Lisette van den Berg, Marjan Welman, Will Shaw, Wilmer Waarbroek – aldeões - Hellscore – coro (dirigido por Noa Gruman) | Instrumentistas - Arjen Anthony Lucassen – guitarras, baixo, teclados, Glockenspiel, Dulcimer, piano de brinquedo - Joost van den Broek – órgão Hammond, piano, piano Fender Rhodes - Juan van Emmerloot – bateria - Ben Mathot – violino - Jeroen Goossens – flautas - Jurriaan Westerveld – violoncelo - Alex Thyssen – trompa - Thomas Cochrane – trompete, trombone - Patty Gurdy – Hurdy Gurdy - Joe Satriani – solo de guitarra em "Get Out! Now!" - Marty Friedman – solo de guitarra em "Message From Beyond" |

## Recepção

### Recepção da crítica
| Críticas profissionais | Críticas profissionais |
| Avaliações da crítica  | Avaliações da crítica  |
| Fonte                  | Avaliação              |
| ---------------------- | ---------------------- |
| Angry Metal Guy        | [ 10 ]                 |
| Metal Hammer           | [ 11 ]                 |

### Recepção comercial

#### Paradas
| Parada(2020)                          | Maior colocação |
| ------------------------------------- | --------------- |
| Bélgica (Ultratop Flandres)           | 42              |
| Bélgica (Ultratop Valônia)            | 197             |
| Países Baixos (Dutch Charts)          | 1               |
| Finlândia (Suomen virallinen lista)   | 24              |
| Alemanha (Offizielle Deutsche Charts) | 15              |
| Norwegian Albums (VG-lista)           | 33              |